# Trebimlja
Trebimlja (en cyrillique : Требимља) est un village de Bosnie-Herzégovine. Il est situé dans la municipalité de Ravno, dans le canton d'Herzégovine-Neretva et dans la fédération de Bosnie-et-Herzégovine. Selon les premiers résultats du recensement bosnien de 2013, il compte 728 habitants.

## Géographie
Le village est situé à la frontière entre la Bosnie-Herzégovine et la Croatie, à proximité de la rivière Trebišnjica.

## Démographie

### Évolution historique de la population dans la localité
| 1948 | 1953 | 1961 | 1971 | 1981 | 1991 | 2013 |
| ---- | ---- | ---- | ---- | ---- | ---- | ---- |
| -    | -    | 713  | 602  | 523  | 272  | 728  |

|  |

### Communauté locale
En 1991, la communauté locale de Trebimlja comptait 301 habitants, répartis de la manière suivante :